# Andreas Reischek (Ethnograf)
Andreas Reischek (* 15. September 1845 in Linz; † 3. April 1902 ebenda) war ein österreichischer Forschungsreisender, Ethnograph und Ornithologe.

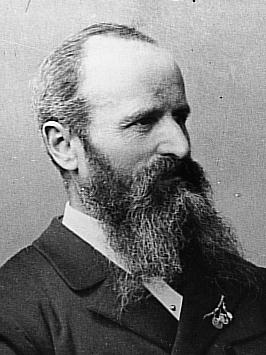
Andreas Reischek senior

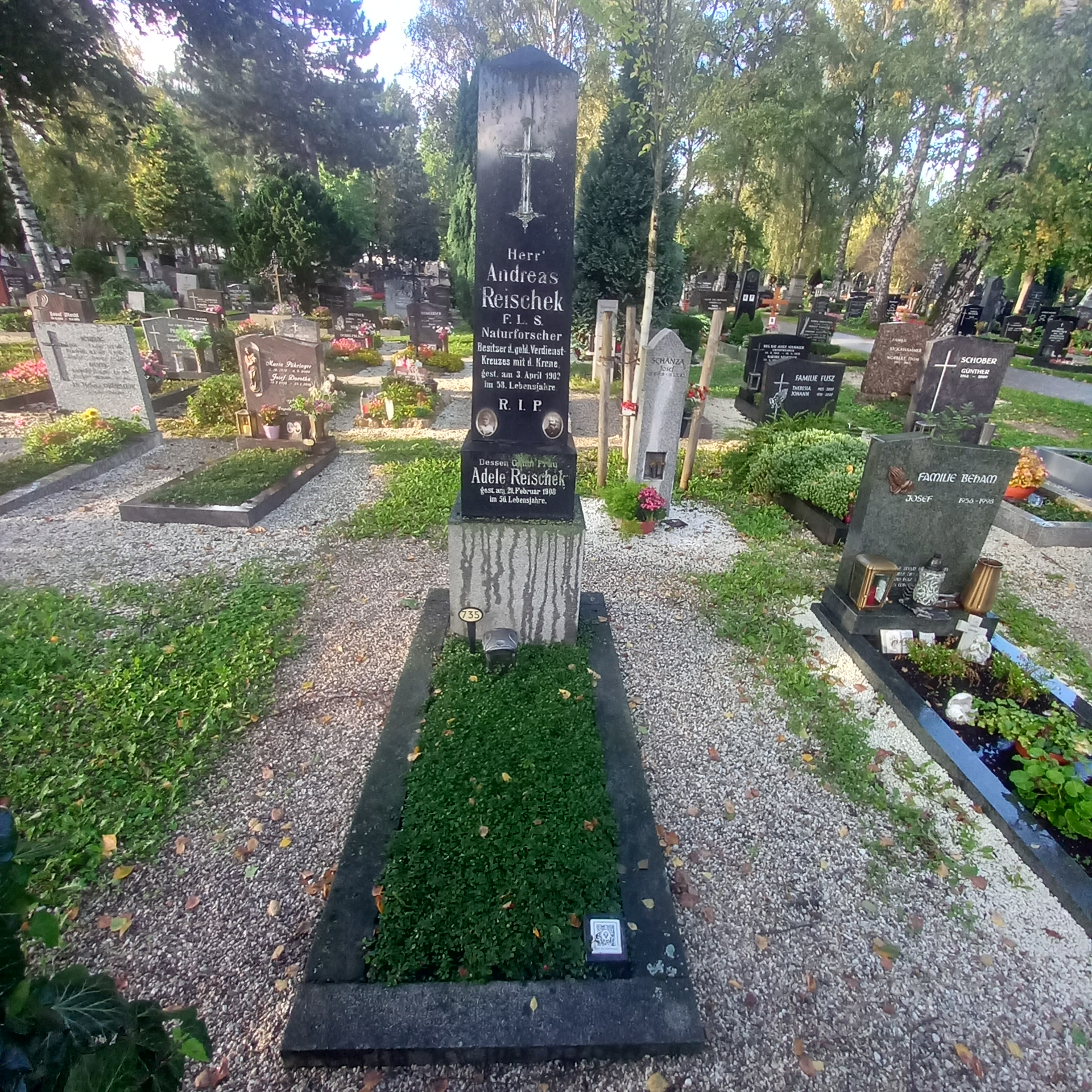
Das Grab von Andreas Reischek und seiner Ehefrau Adele geborene Havlicek auf dem St. Barbara-Friedhof in Linz

## Leben und Werk
Andreas Reischek wurde als Sohn eines Finanzaufsehers in Linz geboren. Seine Mutter starb bald nach seiner Geburt, weshalb Reischek zu einer verwandten Pflegemutter, einer Gärtnerswitwe, ins Schloss Weinberg bei Kefermarkt kam. Die Sammlungen der Grafenfamilie, der Schlossgarten und die Jagd beeindruckten ihn. Als Halbwaise musste er sich auch als Viehhirt verdingen. 
Der gelernte Bäcker wurde nach dem Militärdienst Leibjäger bei Marius Pasetti von Friedenburg (1841–1913), jüngster Sohn von Florian Pasetti von Friedenburg (1793–1875), Leiter des Büros der Donauregulierungskommission. Von 1870 bis 1875 begleitete er Pasetti jun. auf seinen Reisen und erwarb als Autodidakt umfangreiche Kenntnisse in Zoologie und Botanik. 1875 ging er nach Wien, wo er als Präparator und Lehrmittelhändler arbeitete. Der Tierpräparator und Kustos des Oberösterreichischen Landesmuseums in Linz bereiste von 1877 bis 1889 insgesamt acht Mal Neuseeland. Diese Forschungsreisen finanzierte er zum Teil selbst.
Dort erforschte er das Māori-Königsland im Zentrum der Nordinsel, welches für Europäer damals verboten war. Reischek erlangte eine Ausnahmegenehmigung und das Vertrauen des Māori-Königs Tāwhiao, der ihn mit dem Ehrentitel Ihaka Reiheke Te Kiwi Rangatira Autiria (deutsch „Andreas Reischek, der Schnepfenstrauß, Fürst von Österreich“) bedachte und mit der Verleihung von Schwanzfedern des Huia-Vogels ehrte.
Reischeks Sohn, der Journalist Andreas Reischek junior, behauptete stets, dass an diese freundliche Geste König Tawhiaos die Verleihung einer erblichen Häuptlingswürde geknüpft war.
In Neuseeland vervollständigte Reischek die ethnologische Arbeit Ferdinand von Hochstetters, studierte die Kultur der Maori und stellte naturkundliche Beobachtungen an. Den Kontakt zu Hochstetter hatte Franz Steindachner hergestellt. Von seinen Reisen brachte er unter anderem eine reichhaltige Vogelsammlung mit 16.000 Objekten und zwei mumifizierte Māori-Leichname mit. Diese übergab er dem Naturhistorischen Museum Wien und dem Linzer Museum Francisco-Carolinum, dem heutigen Landesmuseum. (Die Gebeine wurden im September 2022 an Neuseeland zurückgegeben.) Die Stadt Linz verlieh ihm in Anerkennung seiner Verdienste das Bürgerrecht, seitens des Landesmuseums wurde er in den Verwaltungsrat gewählt.
Andreas Reischek starb in Linz am 3. April 1902 an einem Herzfehler „[n]ach langem schmerzvollem Leiden […] nach Empfang der heiligen Sterbesakramente“. Sein Grab befindet sich auf dem St. Barbara-Friedhof in Linz.

## Ehrungen
- Goldenes Verdienstkreuz mit der Krone[6]
- Bürgerrecht der Stadt Linz[7]
- Ehrenmitglied des Wiener Ornithologischen Vereins

## Würdigung
- 1903 wurde die Reischekstraße in Linz nach ihm benannt.[8] Diese verbindet die Weißenwolffstraße mit der Kaplanhofstraße.
- Weitere Straßenbenennungen erfolgten bisher in den oberösterreichischen Gemeinden Freistadt und Oftering (Reischekstraße), im niederösterreichischen Deutsch-Wagram (Andreas Reischek-Gasse) und Strasshof an der Nordbahn (Reischekweg) sowie im 11. Wiener Gemeindebezirk (Reischekgasse).[9]
- In Kefermarkt ist der Rundwanderweg K32 „Andreas-Reischek-Weg“ nach ihm benannt.

## Veröffentlichungen (Auswahl)
- Bergfahrten in den Neuseeländischen Alpen. In: Österreichische Touristenzeitung. Band X, Nr. 4. Wien 15. Februar 1890, S. 38–40 (Digitalisat [abgerufen am 30. November 2022] Teil 1).
- Bergfahrten in den Neuseeländischen Alpen. In: Österreichische Touristenzeitung. Band X, Nr. 5. Wien 1. März 1890, S. 49–52 (Digitalisat [abgerufen am 30. November 2022] Teil 2).
- The story of a wonderful dog with some notes on the Training of dogs and horses. 1889, S. 1–57 (zobodat.at [PDF]).
- Die Vögel der Heimat und deren stete Abnahme. In: Jahresberichte des Vereins für Naturkunde in Österreich ob der Enns zu Linz. Band 30, 1901, S. 1–23 (zobodat.at [PDF]).